# Libelloides siculus
Libelloides siculus là một loài côn trùng trong họ Ascalaphidae thuộc bộ Neuroptera. Loài này được Angelini miêu tả năm 1827.